# Послевузовское профессиональное образование
Послеву́зовское профессиона́льное образова́ние — система повышения квалификации лиц, имеющих высшее образование. Хотя по названию эта система — часть образования, по содержанию она представляет собой во многом или исключительно научно-исследовательскую работу, по результатам которой присуждается учёная степень.
В Западной Европе и Северной Америке, а также в некоторых странах СНГ термины послевузовское образование или последипломное образование (graduate education или postgraduate education, англ.), относятся к академическим степеням магистра и доктора. В настоящее время делаются попытки унифицировать систему послевузовского образования в рамках Болонского процесса.

## Степени и квалификации
Термин «ученая степень» означает определённую квалификационную ступень в академической карьере.
Хотя высшее образование как система существовало ещё в Древней Греции, концепция «послевузовского» образования зависит от системы повышения уже имеющейся квалификации и ранжирования специалистов по уровню квалификации. В этом смысле появление степеней относят к эпохе средневековых арабских медресе и западноевропейских университетов.
Прототип докторской степени появился в арабских школах шариатского права, мазхабах, в IX веке. Чтобы получить право преподавать и публиковать толкование законов, их студент должен был не только учиться около четырёх лет в одном из масхабов, принадлежащих особой гильдии правоведов, но и не менее десяти лет после этого проходить дополнительный курс обучения, после чего сдать экзамен, в ходе которого проверялась оригинальность его диссертации и его способность отстаивать своё мнение в открытом диспуте с квалифицированными правоведами. Прошедший испытание получал титул доктора права.
В средние века эта практика была воспринята в западноевропейских университетах. Для получения степени бакалавра необходимо было учиться там до шести лет, а степени магистра или доктора — ещё до двенадцати лет. На первом этапе обучение проходило на факультете искусств и состояло в овладении семью «свободными искусствами»: грамматика, риторика и логика (так называемый тривиум), арифметика, геометрия, музыка и астрономия (квадривиум). В центре обучения была логика. Получив степень бакалавра, студент мог выбрать один из факультетов, присваивающих более высокие степени, по теологии, праву или медицине. Наиболее престижной и трудной для достижения считалась степень по теологии.
Степени магистра и доктора в течение некоторого времени считались эквивалентными, первые присваивали в Парижском университете и на севере Европы, а вторые — в Болонском и других университетах юга этой части света. В Оксфорде и в Кембридже звание магистра присваивали уже на факультете искусств, а на прочих факультетах — докторскую степень. Соответственно, в Англии докторская степень считалась старше магистерской. Основным смыслом присвоения степени было официальное разрешение на преподавание.

## Послевузовское образование в разных странах

### Великобритания
Для начала работы над магистерским дипломом или диссертацией обычно требуется степень бакалавра или магистра. Сначала студент получает квалификацию магистра философии (Master of Philosophy, M.Phil.), и только потом, если научно-исследовательская работа завершается успешно, присваивают степень доктора философии. Финансирование для такого рода исследований предоставляется по результатам конкурса институту, а не самому студенту, хотя бывают и исключения из этого правила. Существует ряд стипендий для получения квалификации магистра, но большинство студентов обучается за свой счет. Стипендий для работы над диссертацией сравнительно больше, особенно по естественным наукам. Заявки на финансирование от студентов из-за рубежа принимаются, по меньшей мере, за год до их прибытия. Чаще всего стипендия покрывает не всю оплату за обучение, а только разницу между платой, установленной университетом для местных (и приравненных к ним студентов из стран Евросоюза) и прочих иностранных студентов.

### США
К работе над магистерским дипломом или диссертацией допускаются только бакалавры с высокими оценками по профилирующим дисциплинам и рекомендациями от преподавателей. Для специализации по естественным и некоторым общественным наукам важно также иметь некоторый опыт в проведении научных исследований, полученный ранее, а для остальных общественных наук — наличие публикаций. Многие университеты требуют также личное заявление (обычно называемое Заявлением о намерениях, Statement of Purpose или Letter of intent), с указанием предпочтительной области исследований. От кандидатов из-за рубежа нередко требуется также сдать TOEFL (тест по английскому языку) и пройти собеседование.
Иногда (но не всегда) получение степени магистра подразумевает продолжение работы над диссертацией. Если диссертация по окончании работы не была представлена, студент получает квалификацию магистра философии (Master of Philosophy, MPhil, или Candidate in Philosophy, C.Phil.). Нередко кроме дипломного проекта или диссертации требуется сдать один или несколько экзаменов и показать себя на преподавательской работе.
Работа над дипломным проектом занимает около двух, а над диссертацией — от четырёх до восьми лет. Например, чтобы получить ученую степень по астрономии требуется 5-6 лет. При этом длительность работы зависит от выбора специализации, для теоретиков достаточно 5 лет, а для наблюдений из-за погодных условий времени требуется больше.
Финансирование нередко является обязанностью научного руководителя, который в этом случае является одновременно наставником и работодателем. Когда студенты привлекаются к преподавательской работе, они могут получать стипендию. Со стороны института возможна также финансовая поддержка для участия в конференциях. Некоторые студенты могут получить стипендию от сторонних финансирующих организаций, таких как Национальный научный фонд. Шансы получить финансирование выше при специализации в естественных науках.
Студенты из-за рубежа финансируются на общих основаниях с местными, но федеральные субсидии от НСФ и других организаций, займы для получения образования и некоторые другие источники финансирования зависят от гражданства, наличия разрешения на постоянное жительство или официального статуса беженца. Кроме того, иностранные студенты несут дополнительные расходы на международные поездки, оформление визы и иные платежи.

### Россия

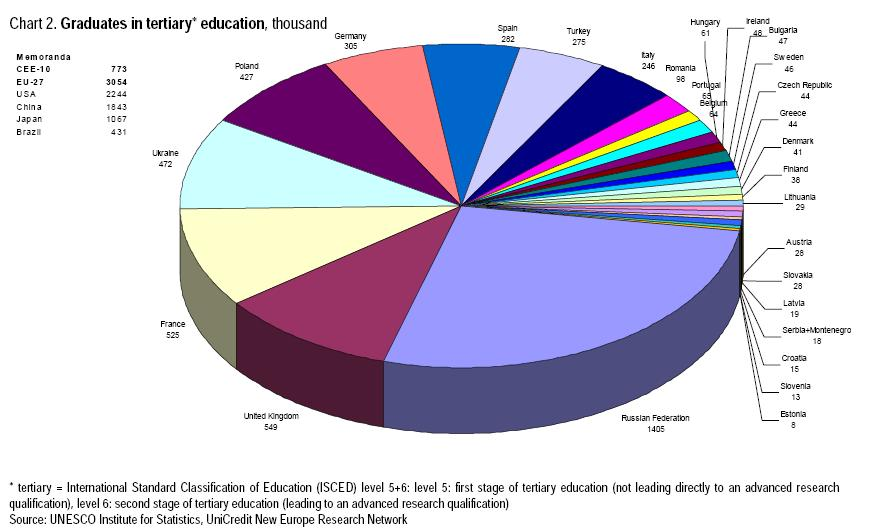
Количество магистрантов и аспирантов в разных странах Европы, данные ЮНЕСКО за 2007 г.

В СССР и России (до вступления в силу 1 сентября 2013 года нового закона об образовании) к послевузовскому профессиональному образованию относилось обучение в аспирантуре (адъюнктуре — аспирантуре в учебных заведениях Вооруженных сил Российской Федерации, органов внутренних дел, безопасности, контроля за оборотом наркотиков и наркотических средств), докторантуре, ординатуре, интернатуре и в форме ассистентуры-стажировки.
По программам обучения в аспирантуре (адъюнктуре) одним из основных условий обучения, кроме получения образования, является подготовка диссертации на соискание учёной степени кандидата наук, которая может осуществляться также путём прикрепления соискателем к вузу или научной организации. В последнем случае длительность подготовки диссертации не ограничена, но все остальные требования к соискателям степеней остаются такими же, как и для аспирантов. Обучение в аспирантуре (адъюнктуре) и докторантуре и срок соискательства оканчиваются защитой диссертации на соискание ученой степени (в первом случае — кандидата наук, во втором — доктора наук, в последнем — в зависимости от того, для написания какой диссертации был прикреплен соискатель).
Также выделяются специализированные формы подготовки:
- адъюнктура — аспирантура вузов Вооружённых Сил Российской Федерации, МЧС, МВД, ФСИН, органов по контролю за оборотом наркотических средств и психотропных веществ;
- ординатура — система повышения квалификации врачей в медицинских вузах, институтах усовершенствования и научно-исследовательских учреждениях. Подготовка по программам ординатуры обеспечивает приобретение обучающимися необходимого для осуществления профессиональной деятельности уровня знаний, умений и навыков, а также квалификации, позволяющей занимать определённые должности медицинских работников, фармацевтических работников. К освоению программ ординатуры допускаются лица, имеющие высшее медицинское образование и (или) высшее фармацевтическое образование;
- ассистентура-стажировка — подготовка творческих и педагогических работников высшей квалификации по творческо-исполнительским специальностям по очной форме обучения в вузах, реализующих основные образовательные программы высшего образования в области искусств. К освоению программ ассистентуры-стажировки допускаются лица, имеющие высшее образование в области искусств.

С 1 сентября 2013 года все виды послевузовского образования (за исключением докторантуры) стали отдельным уровнем высшего образования — подготовкой кадров высшей квалификации, которая реализуется по программам подготовки научно-педагогических кадров в аспирантуре (адъюнктуре), программам ординатуры и ассистентуры-стажировки. Докторантура же стала относиться лишь к подготовке научных кадров.
Если же подходить к послевузовскому профессиональному образованию как к постдипломному, то к нему кроме перечисленных выше видов можно отнести и получение второго высшего образования (не считая получения двух специальностей одновременно), и продолжение бакалаврами обучения в магистратуре, и профессиональную переподготовку, и повышение квалификации (если оно также не осуществляется параллельно получению первого высшего образования).
Таким образом, получается, что положение магистратуры в современной российской системе образования двойственно. С одной стороны квалификация «магистр» относится к уровням высшего образования, с другой стороны магистратура является постдипломным образованием для лиц, уже имеющих высшее образование (с квалификациями «бакалавр» или «специалист»).